# Església parroquial de Sant Miquel de Colera
Sant Miquel de Colera és una església parroquial del municipi de Colera (Alt Empordà) protegida com a Bé Cultural d'Interès Local.

## Descripció
Situada dins del nucli urbà de la població de Colera, a la banda de llevant del poble i delimitada pels carrers de l'Església i de Dalt.
Església d'una sola nau amb capelles laterals i absis semicircular capçat a tramuntana. La nau està coberta amb una volta de canó amb arcs faixons i llunetes, les quals presenten petites finestres de mig punt per il·luminar l'interior del temple. L'absis presenta una volta de quart d'esfera i un arc triomfal de mig punt, les capelles laterals estan cobertes amb voltes rebaixades i la sagristia amb una volta de mirall. Als peus de la nau hi ha el cor, delimitat per una barana d'obra i sostingut per una gran volta rebaixada. La façana principal presenta un gran portal d'arc rebaixat emmarcat amb carreus de pedra, al que s'accedeix mitjançant una escala de cinc graons que salva el desnivell entre el carrer i l'interior del temple. Damunt seu hi ha una fornícula de mig punt sostingut per impostes i amb l'ampit motllurat, amb una imatge de bronze de sant Miquel arcàngel. A la part superior del parament hi ha un rosetó decorat amb vitralls. A l'extrem de ponent de la façana hi ha tres esveltes obertures de mig punt, tapiades i decorades amb creus llatines. A l'extrem de llevant hi ha el campanar. Es tracta d'una torre de planta quadrada, coberta amb teulada de quatre vessants i amb quatre obertures de mig punt a la part superior de l'estructura. La campana presenta l'any 1951 gravat a la superfície. De l'interior del temple destaquen les imatges religioses de les capelles laterals i el retaule de l'altar principal.
La construcció està arrebossada i emblanquinada, tant a l'interior com a l'exterior.

## Història
El poble de Sant Miquel de Colera fou edificat de nova planta a finals del segle xviii. Durant la guerra Civil (1936-39), tota la zona de l'església va quedar destruïda pels bombardeigs. Moltes de les cases que envoltaven el temple foren reconstruïdes, mentre que l'església calgué refer-la de nou.